# جان کلر
جان کلر(به انگلیسی: John Clare) یک شاعر انگلیسی (زاده ۱۳ ژوئیه ۱۷۹۳ - درگذشته ۲۰ می ۱۸۶۴) می‌باشد.
وی فرزند یک کارگر مزرعه‌دار بود. شعرهای وی مایه ارزیابی دوباره از وی در اواخر قرن بیستم شده و اکنون در میان مهم‌ترین شاعران قرن نوزدهم جا گرفته‌است.
زندگی نامه‌نویس وی جوناتان بت خاطر نشان می‌سازد که کلر «بزرگترین شاعر کلاس کارگری هست که تاکنون انگلستان به خود دیده است. هیچ کس به اندازه وی درباره طبیعت و روستا و کودکی در روستا و بیگانگی از خود و ناپایداری عالی ننوشته است.»

## زندگی
کلر در روستای هلپستون و در شش مایلی شمال پیتربورو (شهری در شرق انگلستان) زاده شد. در زمان کودکی کارگر مزرعه بود. در کلیسای کلیتون زمانی که دوازده ساله بود آموزش دید. کلر در ۱۸۲۰ میلادی با مارتا تورنر ازدواج کرد